# 4532 Copland
4532 Copland este un asteroid din centura principală, descoperit pe 15 aprilie 1985 de Edward Bowell.